# Catching Rays on Giant
Catching Rays on Giant es el sexto álbum de estudio de la banda de synth pop alemana Alphaville, publicado el 19 de noviembre de 2010. El álbum ha logrado vender unas 20.000 copias aproximadamente, 10.000 de ellas solamente en Polonia.

## Lista de canciones
| N.º | Título                                         | Duración |  |
| 1.  | «Song for No One»                              | 3:32     |  |
| 2.  | «I Die for You Today»                          | 3:47     |  |
| 3.  | «End of the World»                             | 3:59     |  |
| 4.  | «The Things I Didn't Do»                       | 4:40     |  |
| 5.  | «Heaven on Earth (The Things We've Got to Do)» | 4:45     |  |
| 6.  | «The Deep»                                     | 4:23     |  |
| 7.  | «Call Me»                                      | 3:47     |  |
| 8.  | «Gravitation Breakdown»                        | 4:15     |  |
| 9.  | «Carry Your Flag»                              | 4:53     |  |
| 10. | «Call Me Down»                                 | 4:31     |  |
| 11. | «Phantoms»                                     | 3:39     |  |
| 12. | «Miracle Healing»                              | 5:04     |  |